# Mysmenopsis salazarae
Espèce
Mysmenopsis salazarae est une espèce d'araignées aranéomorphes de la famille des Mysmenidae.

## Distribution
Cette espèce est endémique d'Équateur. Elle se rencontre dans les provinces de Pastaza, d'Orellana et de Sucumbios.

## Description
Le mâle holotype mesure 1,72 mm et la femelle paratype 2,16 mm.

## Éthologie
Cette araignée cleptoparasite se rencontre sur la toile de Linothele sp. et Lycosidae sp..

## Étymologie
Cette espèce est nommée en l'honneur de Fernanda María Salazar.

## Publication originale
- Dupérré & Tapia, 2020 : Megadiverse Ecuador: a review of Mysmenopsis (Araneae, Mysmenidae) of Ecuador, with the description of twenty-one new kleptoparasitic spider species. Zootaxa, no 4761(1), p. 1-81.